# Meera Syal
Meera Syal, nata Feroza Syal (Wolverhampton, 27 giugno 1961), è un'attrice, comica e sceneggiatrice britannica.

## Biografia
Ha origini indiane. 
Dal 1989 al 2002 è stata sposata con Shekhar Bhatia, mentre nel 2005 si è risposata con Sanjeev Bhaskar. Ha avuto un figlio con il primo marito e uno con il secondo marito.

## Filmografia parziale

### Attrice
Cinema
- Sammy e Rosie vanno a letto (Sammy and Rosie Get Laid), regia di Stephen Frears (1987)
- Beautiful Thing, regia di Hettie MacDonald (1996)
- Sixth Happiness, regia di Waris Hussein (1997)
- Le ragazze della notte (Girls' Night), regia di Nick Hurran (1998)
- Anita and Me, regia di Metin Hüseyin (2002)
- Jhoom Barabar Jhoom, regia di Shaad Ali (2007)
- Mad Sad & Bad, regia di Avie Luthra (2009)
- Fiore del deserto (Desert Flower), regia di Sherry Hormann (2009)
- Incontrerai l'uomo dei tuoi sogni (You Will Meet a Tall Dark Stranger), regia di Woody Allen (2010)
- All in Good Time, regia di Nigel Cole (2012)
- Un'occasione da Dio (Absolutely Anything), regia di Terry Jones (2015)
- Amar Akbar & Tony, regia di Atul Malhotra (2015)
- Doctor Strange, regia di Scott Derrickson (2016)
- Paddington 2, regia di Paul King (2017)
- Ti presento Patrick (Patrick), regia di Mandie Fletcher (2018)
- Lo schiaccianoci e i quattro regni (The Nutcracker and the Four Realms), regia di Lasse Hallström e Joe Johnston (2018)
- Nativity Rocks!, regia di Debbie Isitt (2018)
- Yesterday, regia di Danny Boyle (2019)
- The Almond and the Seahorse, regia di Celyn Jones e Tom Stern (2022)

Televisione
- The Secret Diary of Adrian Mole - serie TV, 2 episodi (1985)
- A Little Princess - miniserie TV, 3 episodi (1987)
- Kinsey - serie TV, 12 episodi (1991-1992)
- Metropolitan Police (The Bill) - serie TV, 5 episodi (1984-1995)
- The Real McCoy - serie TV, 25 episodi (1991-1996)
- Keeping Mum - serie TV, 10 episodi (1997-1998)
- Forgive and Forget - film TV (2000)
- Aladdin - film TV (2000)
- In Deep - serie TV, 6 episodi (2001)
- Bedtime - serie TV, 5 episodi (2001)
- All About Me - serie TV, 6 episodi (2002)
- M.I.T.: Murder Investigation Team - serie TV, 4 episodi (2005)
- The Kumars at No. 42 - serie TV, 53 episodi (2001-2006)
- Jekyll - miniserie TV, 6 episodi (2007)
- Horrible Histories - serie TV, 10 episodi (2009)
- Holby City - serie TV, 9 episodi (2009)
- Beautiful People - serie TV, 11 episodi (2008-2009)
- Doctor Who - serie TV, 2 episodi (2010)
- The Kumars - serie TV, 6 episodi (2014)
- Broadchurch - serie TV, 7 episodi (2015)
- Goodness Gracious Me - serie TV, 21 episodi (1998-2015)
- L'ispettore Barnaby (Midsomer Murders) – serie TV, episodio 18x06 (2016)
- Spin - film TV (2021)
- Back to Life - serie TV, 2 episodi (2021)
- Code 404 - serie TV, 4 episodi (2021)
- The Split - serie TV, 7 episodi (2018-2022)
- The Devil's Hour - serie TV, 5 episodi (2022)
- Mrs Sidhu Investigates - serie TV, 4 episodi (2023)
- La Ruota del Tempo (The Wheel of Time) - serie TV, 5 episodi (2023)

Doppiaggio
- Tinga Tinga Tales - serie TV, 16 episodi (2011)
- Alice attraverso lo specchio (Alice Through the Looking Glass), regia di James Bobin (2016)
- Dragon Rider, regia di Tomer Eshed (2020)
- Il fantasma di Canterville (The Canterville Ghost), regia di Kim Burdon (2023)

### Sceneggiatrice
Cinema
- Picnic alla spiaggia (Bhaji on the Beach) (1993)
- Anita and Me (2002)

Televisione
- Tandoori Nights - serie TV, 2 episodi (1987)
- The Real McCoy - serie TV, 7 episodi (1991-1996)
- Goodness Gracious Me - serie TV, 3 episodi (1998-2015)

## Doppiatrici italiane
Nelle versioni in italiano delle opere in cui ha recitato, Meera Syal è stata doppiata da:
- Tiziana Avarista in Ti presento Patrick, La Ruota del Tempo
- Monica Ward in Jekyll
- Ilaria Giorgino in Fiore del deserto
- Franca D'Amato in Yesterday
- Irene Di Valmo in The Devil's Hour